# 陳正道
陳正道（1981年3月3日—），臺灣導演，曾參與拍攝電影、電影短片和MV等作品。電影短片作品《狂放》入圍2004威尼斯影展國際影評人周競賽單元與東京“亞洲之風”競賽單元。2015年，執導的喜劇電影《重返20歲》上映。 作為心理懸疑作品的品質導演，曾執導過《記憶大師》、《催眠大師》、《摩天大樓》等經典懸疑作品。
2021年，擔任第十一届北京國際電影節“天壇獎”國際評委會成員。

## 作品

### 電影
- 《狂放》（2004年）
- 《未來》（2005年）
- 《宅變》（2005年）
- 《盛夏光年》（2006年）
- 《島》（2008年）
- 《四夜奇谭之愛在微博蔓延時》（2010年）
- 《敢不敢 》（2011年）微電影
- 《天亮以前》（2011年）微電影
- 《還魂記》（2011年）
- 《幸福額度》（2011年）
- 《率性生活之末日逆襲》（2012年）
- 《再一次心跳》（2012年）微电影
- 《101次求婚》（2013年）
- 《催眠大师》（2014年）
- 《成人記2》（2014年）(只監製不執導)
- 《重返20歲》（2015年）[1]
- 《從天兒降》（2015年）(只是藝術總監不執導)
- 《天亮之前》（2016年）（監製）
- 《記憶大师》（2017年）
- 《蕎麥瘋長》（2020年）(只監製不執導)
- 《秘密訪客》（2021年）
- 《盛夏未來》（2021年）
- 《愛很美味》（2023年）
- 《花漾少女杀人事件》（2025年）(只監製不執導)

### 網路劇
- 《結愛·千歲大人的初戀》（2018年）
- 《摩天大樓》（2020年）
- 《愛很美味》（2021年）
- 《仿生人間》（2023年）
- 《回魂計》（2025年）

### 音樂錄影帶
- 《闖》
- 《蕭亞軒－衝動》
- 《梁靜茹－接受 （页面存档备份，存于）》
- 《五月天－牙關》
- 《蔡依林－假裝》
- 《羅志祥－好朋友》
- 《羅志祥－我不會唱歌》
- 《羅志祥+楊丞琳—王見王 （页面存档备份，存于）》
- 《楊丞琳－我们都傻 （页面存档备份，存于）》
- 《楊丞琳－勇敢很好 （页面存档备份，存于）》
- 《楊乃文－明天 （页面存档备份，存于）》
- 《楊丞琳－觀眾 （页面存档备份，存于）》

## 外部連結
- 陳正道的新浪微博
- 陳正道在互联网电影资料库（IMDb）上的資料（英文）
- 在AllMovie上陳正道的頁面（英文）
- 陳正道在香港影庫上的簡介
- 陳正道在时光网上的簡介（简体中文）
- 陳正道在豆瓣上的资料（简体中文）